# Heden och Grophamre
Heden och Grophamre är en av SCB avgränsad och namnsatt småort i Ljusdals kommun. Den omfattar bebyggelse i grannbyarna Heden och Grophamre i Ljusdals socken. 
Småorten hade 112 invånare (2000) och 103 inv. 2005.